# Autogneta japonica
Autogneta japonica är en kvalsterart som beskrevs av K. Fujikawa 1972. Autogneta japonica ingår i släktet Autogneta och familjen Autognetidae. Inga underarter finns listade.